# Rodano
Rodano ist eine Gemeinde mit 4646 Einwohnern (Stand 31. Dezember 2023) in der Metropolitanstadt Mailand, Region Lombardei.
Die Nachbarorte von Rodano sind Cernusco sul Naviglio, Pioltello, Vignate, Settala, Peschiera Borromeo und Pantigliate.

## Bevölkerungsentwicklung
Rodano zählt 1614 Privathaushalte. Zwischen 1991 und 2001 fiel die Einwohnerzahl von 4558 auf 4325. Dies entspricht einer prozentualen Abnahme von 5,1 %.